# Abarkūh
o anche Abarqu o Abarghood, (farsi ابرکوه), è il capoluogo dello shahrestān di Abarkuh, circoscrizione Centrale, nella provincia di Yazd in Iran. Aveva, nel 2006, una popolazione di 20.994 abitanti.
È una città di antiche origini situata nell'Iran centrale. Fra l'XI secolo - sotto i curdi o daylamiti Kakuyidi - e il XV secolo ha conosciuto grande prosperità come centro carovaniero, posta com'era sulla via che da Shiraz e Persepoli conduce a Yazd. Ora appare abbandonata in seguito all'emigrazione della popolazione alla volta di altre città in cerca di migliori condizioni di vita.
La città, malgrado abbia ormai un aspetto abbandonato, conserva alcuni edifici notevoli, come la moschea Niẓāmiyye, risalente al 1325, sormontata da due minareti, e la moschea del venerdì risalente al 1337. Su una collina nella zona a sud della città è posto l'edificio più antico: il Gunbad-i 'Alī, mausoleo a forma di torre ottagonale sormontato da una cupola emisferica interamente costruito in pietra databile 1056. Altro celebre edificio è il Ṭāʾūs al-Ḥaramayn contenente le tombe di al-Ḥasan ben Kay-Khosraw e di sua figlia Bībī 'Ā'isha Malekè Khātūn, databile 1318.

## Curiosità
Notevole è un antichissimo cipresso (sarv) di enormi dimensioni, che si stima abbia 4.000 anni e che sia il più antico presente in Iran . Viene chiamato Sarv-e-Abarghood, o anche il Cipresso di Zoroastro.